# Albertisia porcata
Albertisia porcata är en tvåhjärtbladig växtart som beskrevs av F.J. Breteler. Albertisia porcata ingår i släktet Albertisia och familjen Menispermaceae. Inga underarter finns listade i Catalogue of Life.